# Saigots
Saigots en basque (Saigós en espagnol) est un village situé dans la commune d'Esteribar dans la Communauté forale de Navarre, en Espagne. Il est doté du statut de concejo.
Saigots est situé dans la zone linguistique bascophone de Navarre.